# Ivan Kurz
Ivan Kurz (født 29. november 1947 i Prag, Tjekkiet) er en tjekkisk komponist, professor og lærer.
Kurz studerede komposition privat som ung og senere på Akademiet for udøvende Kunst i Prag hos Emil Hlobil og Vaclav Dobias. Han har skrevet 3 symfonier, orkesterværker, kammermusik, koncertmusik, korværker, vokalmusik, elektronisk musik etc. Kurz var professor og lærer i komposition på Akademiet for Udøvende Kunst, og senere leder af kompositionsafdelingen i Prag.

## Udvalgte værker
- Symfoni nr. 1 (1973) - for orkester
- Symfoni nr. 2 (1977) - for orkester
- Symfoni nr. 3 (1978 rev.1986) - for orkester
- "Livets Træ" (Symfonisk billede) (2013) - for orkester